# 楢下宿
楢下宿（ならげしゅく）は、山形県上山市大字楢下にある宿場町。江戸時代に羽州街道の宿場町として栄え、東北の13藩が参勤交代の折に利用した。
利用した13藩は、津軽藩、黒石藩、久保田藩、亀田藩、本荘藩、矢島藩、庄内藩、松山藩、新庄藩、長瀞藩、天童藩、山形藩、上山藩。
なお、米沢藩も豪雪時には板谷峠を避けて、楢下宿や金山峠を利用したとされる。

## 概要
楢下宿は金山峠を越えて出羽国に入り初めての本陣を有する宿場で、宿頭（金山峠側）から宿尻（上山側）にかけて新町・下町・横町・上町と続く4町からなるが、この中で下町が宿場の中心であった。ここには、本陣・問屋を務めた「塩屋」をはじめ、脇本陣・準本陣に相当する「庄内屋」「秋田屋」とともに、「滝沢屋」が街道の東側に並んでいた。
町は、宝暦7年（1757年）の大洪水の後で新たに割り出された町並みであるが、以後幕末まで基本的には構成に変化はなく、宿場内道路は鉤形（コの字）に曲折していたが、明治13年（1880年）石造の新橋、さらに明治15年に覗橋が架けられ、その翌16年には上町から新町へ直通する新道が開削されて、町形もコの字から口の字に変わった。そのため、下町・横町は、新しい道から外れた存在となり、閑静な町並みとして古民家遺構も比較的多く遺された。
滝沢屋にある天保年間の「旅籠取覚帳」によれば、各藩の家中や出羽三山詣での行者、その他商人らの宿泊した記録もあり、また昭和44年の秋、宿場風景取材のため楢下を訪問した画家の向井潤吉が、滝沢屋で「秋惜しむ楢下の宿やどじょう汁」の俳句を詠んでいる。
往時の町並みがそのまま保存されており、1995年（平成7年）に歴史国道、1996年（平成8年）に歴史の道百選に選定されている。また、1997年（平成9年）9月11日には、羽州街道 楢下宿・金山越の名称で国の史跡にも指定された。

## 沿革
- 慶長7年（1602年） - 楢下宿が設けられる。
- 寛永12年（1635年） - 参勤交代制が確立。西奥羽地方13藩が通行する宿となる
- 寛文元年（1661年） - 西屋敷・流町の百姓屋敷が洪水のため、上町・横町に移る
- 宝暦7年（1757年） - 洪水のため、順次下町から新町に移る
- 宝暦10年（1760年） - ほぼ現在の集落が形成される（戸数60戸前後）
- 明治13年（1880年） - 石造の新橋完成
- 明治15年（1882年） - 覗橋が完成
- 明治16年（1883年） - 新町から上町に直通する新道が完成

## 名所・旧跡
- 旧丹野家 滝沢屋
  - 江戸時代の脇本陣で、1995年（平成7年）12月8日に山形県有形文化財に指定された[4][5]。
  - 丹野家は江戸時代に庄屋を務めた由緒ある家柄で、屋号を「滝沢屋」と称した。「滝沢諸白」という銘酒の造り酒屋でもあり、脇本陣、旅籠屋として、大名や上級武士の宿泊、休息に利用され、その宿札が残されている。
  - 炭素14年代法による年代測定の結果、宝暦7年の楢下大水害後の再建で、約250年を経過した建物であることが確認されている。下町における宿泊施設であり、保存状態も良好で、貴重な遺構構造物として平成7年12月8日に山形県有形文化財に指定された。
  - 滝沢屋（旧丹野家）は街道に沿って主屋の棟の線を平行に置いた形の平入り、直屋形式の主屋に対し、上段が上手の奥に張り出し曲がり家となっている。上手の上・下の連続した座敷に続いて、表側に中間、裏側に納戸を配し、下手に広い勝手が設けられている。いわゆる「広間型三間取」構成の上手に正・次座敷による客座敷が付いた形であるが、この2座敷に続いて中間が鉤形に連続し、3座敷が続けて利用でき、客人が大勢の時は勝手まで使用できるようになっている。
  - 主屋棟の杈首梁の長さは3間半、建物の前面に広縁を設けているが、上家の中に取り込まれている。広縁の外側は土庇式の「小馬屋」となり、前面には「蔀」を備えている。
- 旧武田家
  - 武田家は南北にのびる新町の道路西側に位置し、道路に平行に「上段」「中間」の上・下2座敷を並べ、その下手（北側）は土間となっている。「中間」の奥に広い「座敷」と「台所」の板の間が続き、土間は入口から裏口まで通じ、裏口に近いところに厩がある。形は通り土間式の妻入家に対して、「上段」部が鉤形に張り出した曲がり家である。
  - 「中間」と「上段」の前面に広縁がとられ、その外を土庇式の「小馬屋」とし、その間に「蔀」を備えた古式の家構となっている。
  - この家は、宝暦8年（1758年）の屋敷割絵図に「旅籠屋」であることが明記されており、また台所改造の際「宝暦九うノ六月吉日」と枘に墨書きのあるのが発見されて、建築年次も明確にされる貴重な遺構である。
  - 平成7年10月24日、上山市指定文化財に指定された。
- 旧粟野家大黒屋
  - 大黒屋は楢下の下町にあって、元脇本陣滝沢屋の南隣に位置する由緒ある家柄である。
  - 家屋は上・下各10畳の2室構成の「中間」を街道に対し平行に置いた横家形式と見られる形態と、その奥に18畳と広い「勝手」そしてそのまた奥に「台所」を配した縦家形式とも見られる姿を呈し、南側（金山方向）に通り土間をとり、北側（上山方向）に座敷を配した形となっている。
  - 大黒屋の間口は10.1m、奥行17.5mで茅葺寄棟の屋根形状もそのまま遺り、戸障子や台所諸道具、諸施設、炉のまわり、間仕切り形状など各所に古い形が良く保存された良好な家構である。
  - 建築年代は隣地の一部を借用した証文により文化5年（1808年）と知られる。これは主屋を除き他所から解体した建物をそのまま客座敷として建てるための借地であり、この古材の年代も含めればその部分はさらに50年程遡るものと見られる。
  - 平成7年5月26日、上山市指定文化財に指定された。
- 庄内屋
  - 庄内屋は下町（本町）にある脇本陣で、準本陣級の格式を持ち、庄内藩主の常宿とされ、庄内候の煙草盆や拝領品が今に遺されているが、そのほかの藩候の宿札も残されているので、広く利用されていたとみられる。
  - 現在、本棟から曲折して道路側に張り出した曲り部がもとの玄関で、式台形式であったと思われる。ここから奥の方に「玄関の間」、「中間」2室、「上段」と一列に並び、この棟に対して直角方向に広い「勝手」と「庭」からなる本屋棟が続き、本屋裏側には土蔵と接続する斜行した廊下状の繋ぎがあり、ここには「下囲炉裏」が設けられている。
  - 炭素14年代法による年代測定の結果、「庄内屋」は楢下に遺された家屋の中では最も古い時期のもので、18世紀中頃に建てられたものであることが確認された。
  - 平成2年8月14日、上山市指定文化財に指定された。
- 山田屋
  - 母屋は明治期、奥の蔵は江戸期の建築。中二階や広い座敷があり、現在は集会等の交流施設や雛飾り等の展示会場として利用されている。
  - 明治元年（1868年）に火災で焼失し、現存の建物は明治18年（1885年）に建替えられた建物で、覗橋と建物が一体となって楢下宿の中でも当時の雰囲気を感じる場所の１つとなっている。木造2階建て、直屋造り、入母屋（金山川側の屋根を落とし兜造風にして２階に採光、通風出来るように開口を設けている（詳細は不詳だが、養蚕などを行っていたとされる）、瓦葺き、平入、軒は構造材を外壁の外まで張り出し、屋根垂木を支える船枻造、外壁は真壁造、白漆喰仕上げ、内部の裏側２間分が板敷になっているのが大きな特徴とされている
  - 平成7年（1995年）に上山市指定文化財に指定された。駐車場は大黒屋の駐車場を利用し、徒歩で向かう（約1分）。
- 覗橋（新橋）
  - 楢下宿の中央を流れる金山川には、明治期では珍しい西洋の土木技術を取り入れた石造りの眼鏡橋が二つ架けられた。新橋は、明治13年8月竣工のアーチ式石橋。建造費は郡補助金と住民の立替金。完成後、利用者から橋銭を徴収し返済の一部に充てられた。
  - 覗橋は、上流の新橋が完成した2年後の明治15年竣工したもので、費用は全額地区負担、石材は凝灰岩である。
- 一里塚跡

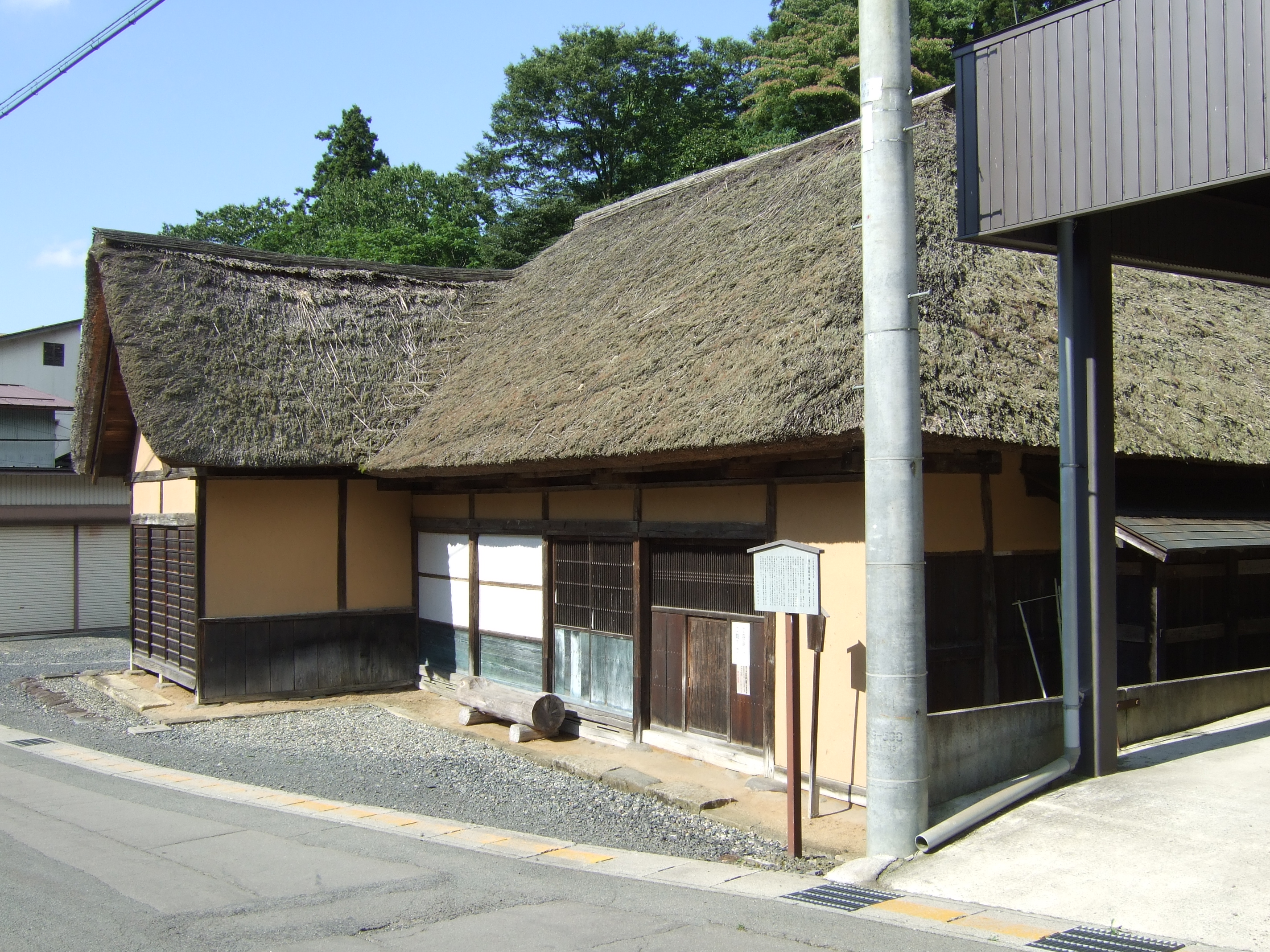
脇本陣庄内屋
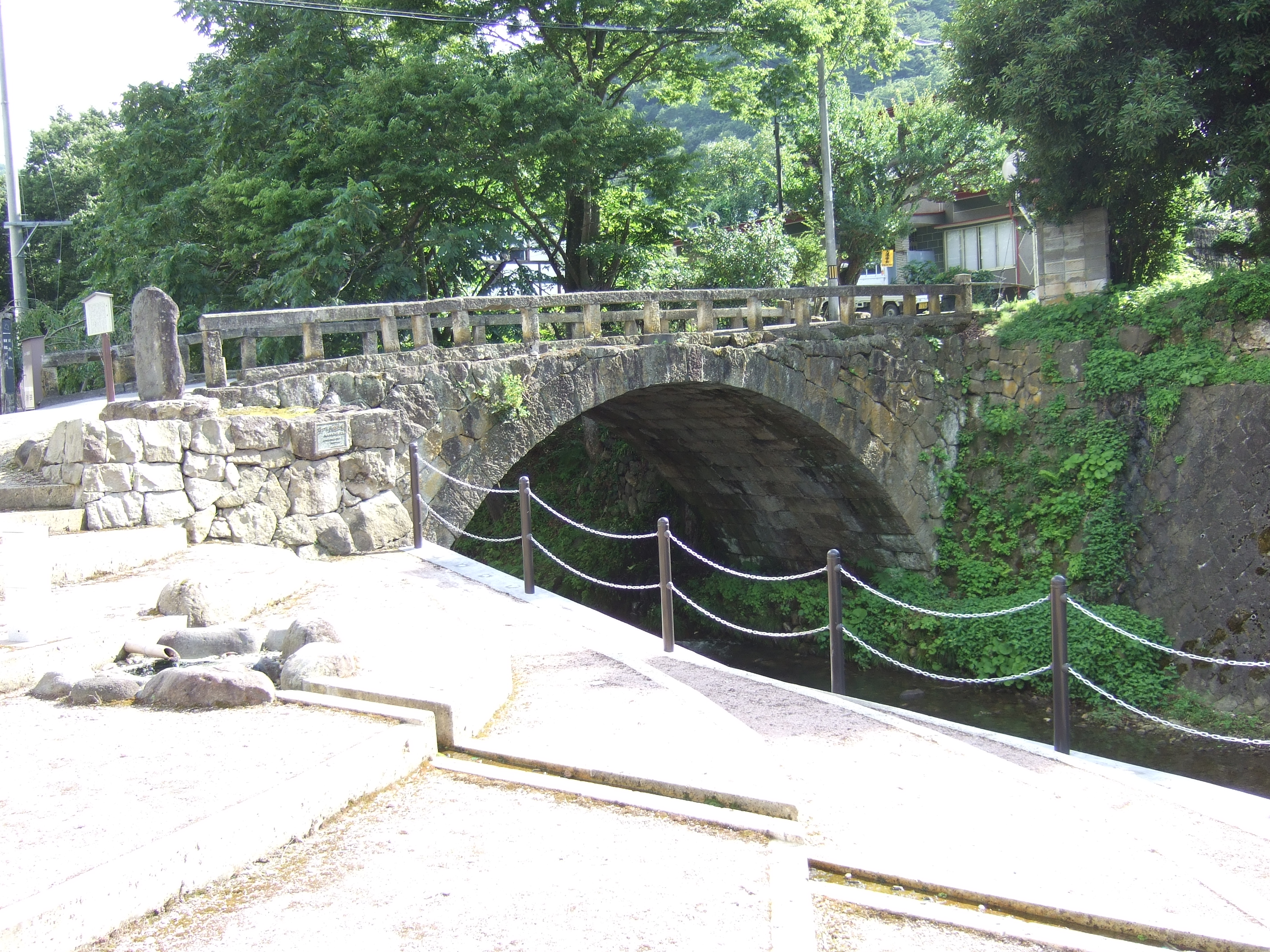
新橋
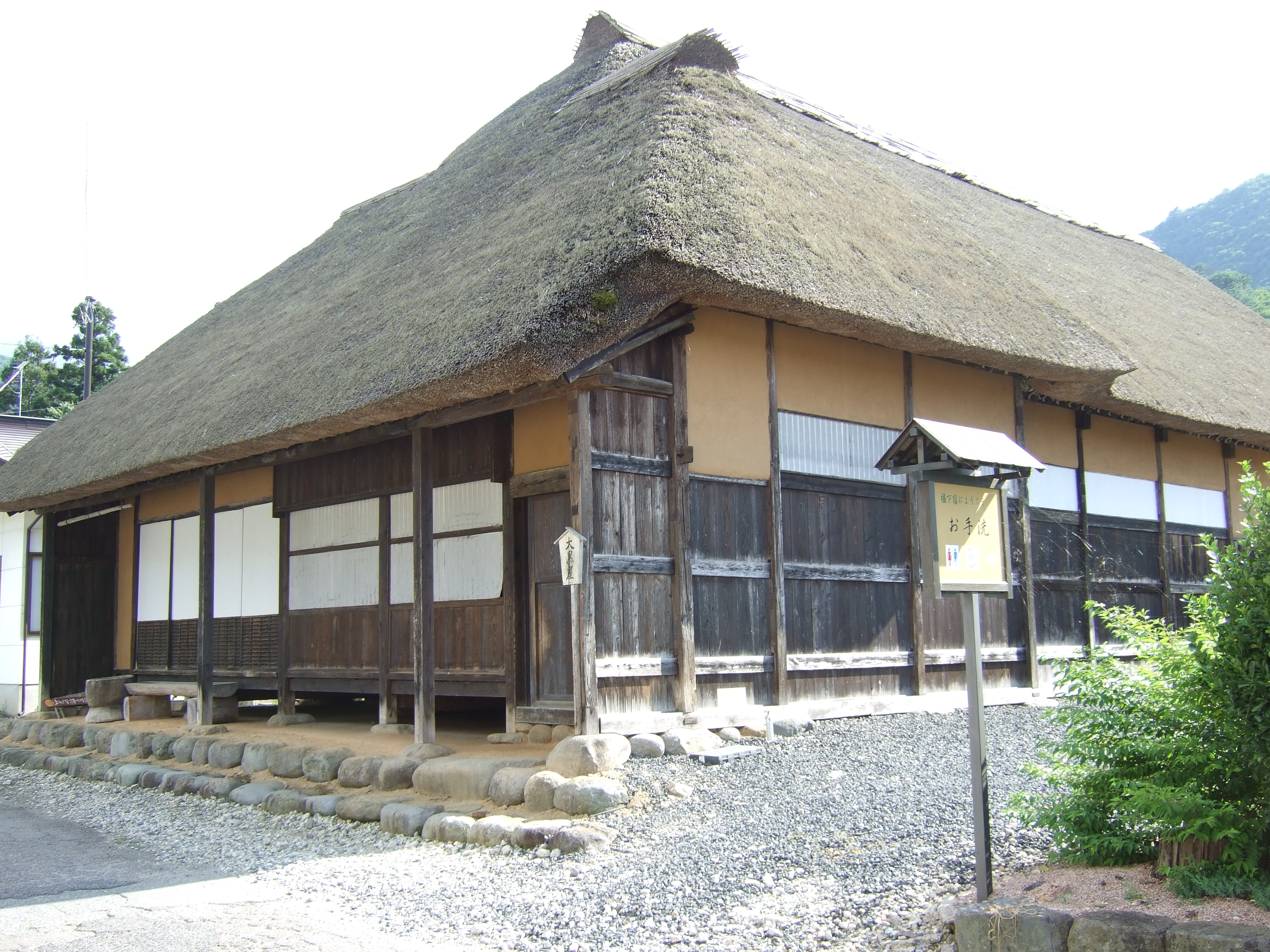
旅籠大黒屋

## 隣の宿場
羽州街道
（江戸・桑折方面） - 金山宿 - 楢下宿 - 上山宿 - （山形・久保田方面）

## 交通
- 自動車：東北中央自動車道「かみのやま温泉IC」から車で約15分（約7km）
- 電車：かみのやま温泉駅下車、タクシーで約20分（約9km）